# Malý Bezděz
Malý Bezděz (577 m n. m.) je vrch v okrese Česká Lípa Libereckého kraje. Leží asi 1 km severozápadně od obce Bezděz na stejnojmenném katastrálním území. Vrch tvoří těsné souvrší s východně ležícím Bezdězem, jemuž vévodí kdysi královský hrad Bezděz.

## Popis

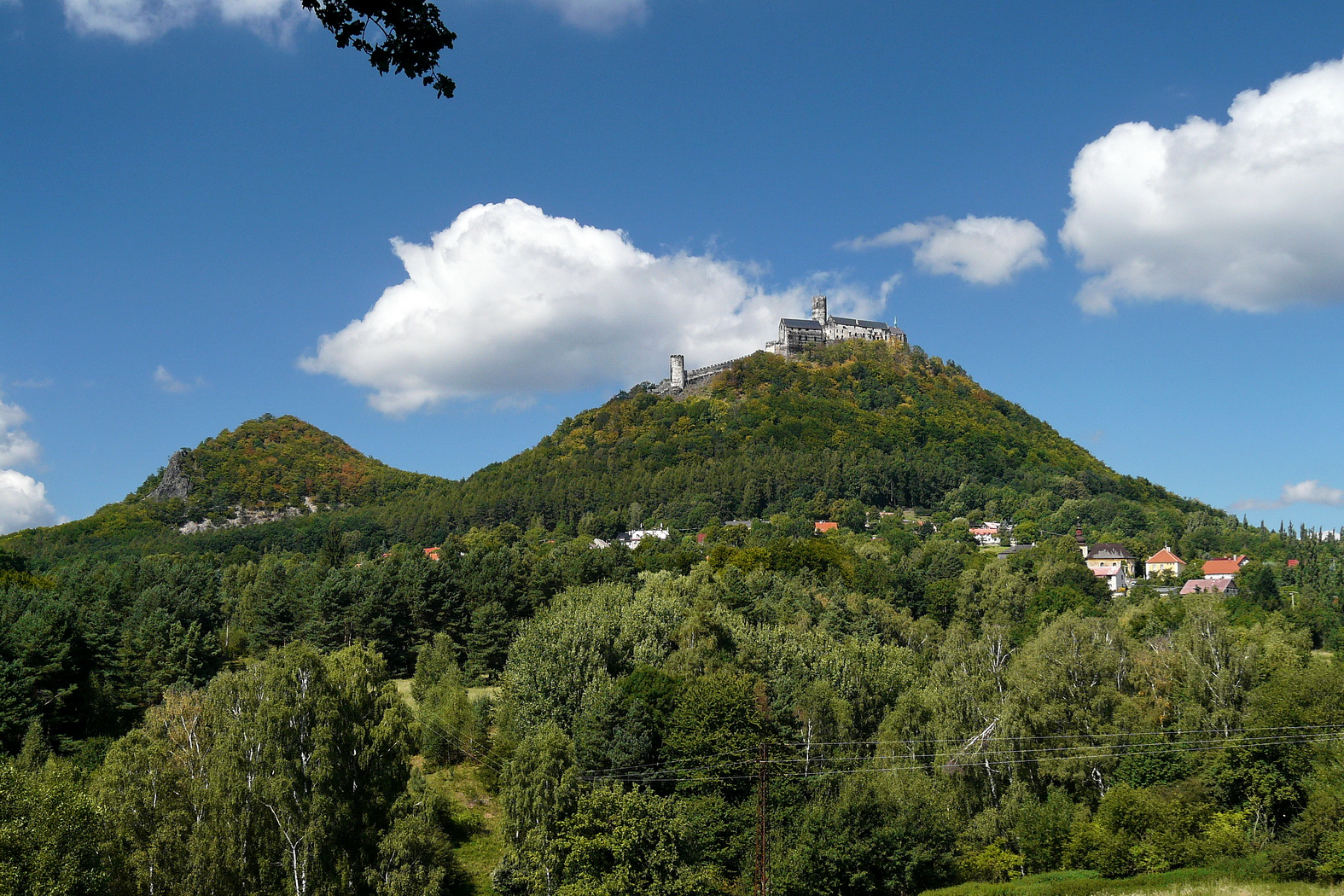
Malý Bezděz (vlevo) a Bezděz z Horky

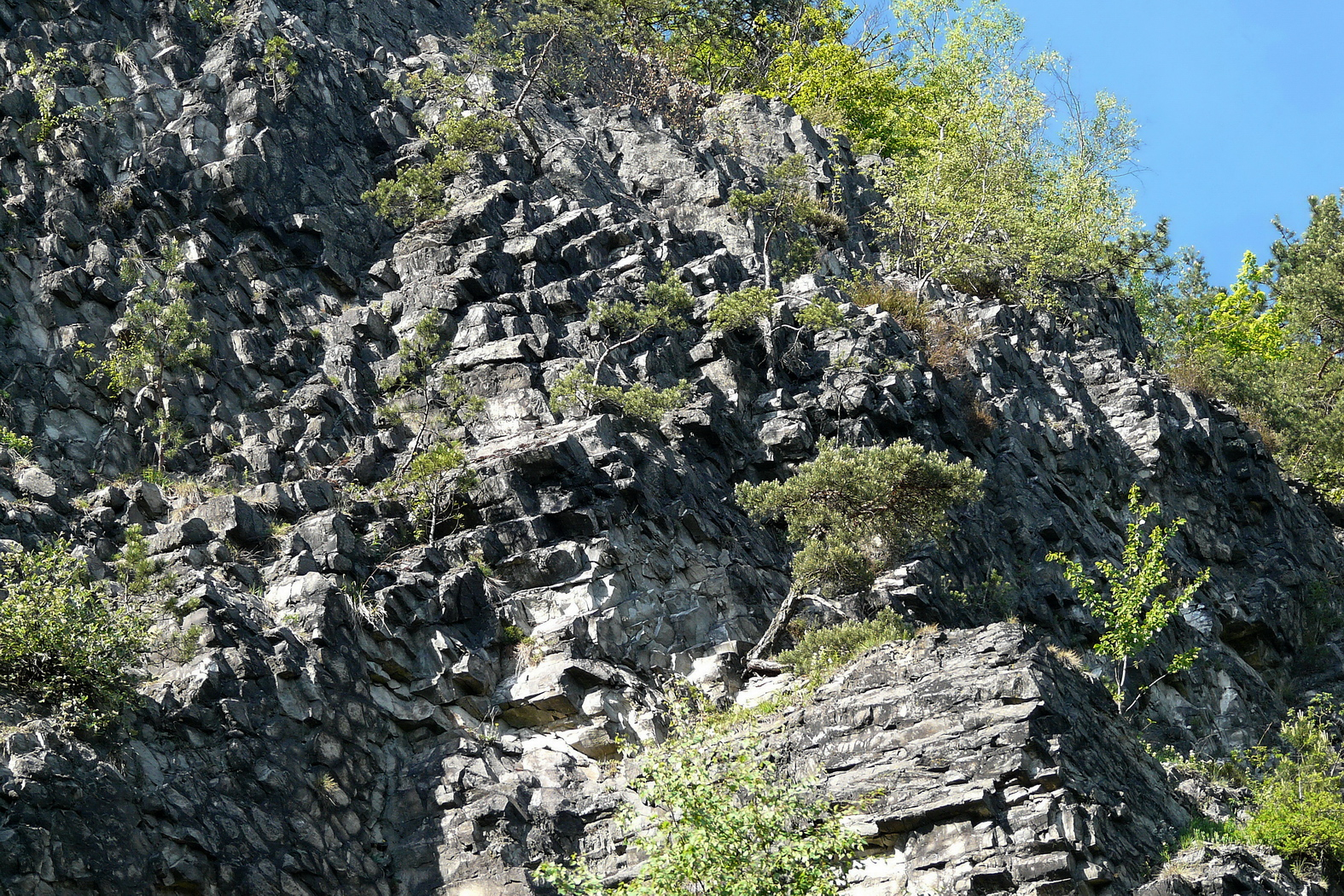
Opuštěný znělcový lom na Malém Bezdězu

Oba znělcové vrchy, Bezděz (606 m n. m.) se středověkým královským hradem na svém vrcholu i Malý Bezděz (odděleny sedlem ve výšce 483 m n. m.) jsou výraznou dominantou Českolipska, zde častěji nazývaného Máchův kraj. Z vrcholu kopce je výhled na jihozápad (Vrátenská hora) až severozápad (Máchovo jezero), tedy především oblast Polomených hor. Z místa na jihovýchodním svahu je výhled na sousední Bezděz s hradem.
Na Malém Bezdězu stávalo předsunuté opevnění hradu Bezděz, z něhož se zachovaly zbytky v nižších partiích. Jeho rozsah a vzhled není znám. Cesta k němu vedla ze sedla mezi oběma kopci. Opevnění bylo zbudováno z místních zdrojů, ze znělce a dřeva. Jihozápadní část kopce odtěžil rozsáhlý kamenolom, dnes opuštěný.
Svahy Malého Bezdězu jsou chráněným územím od roku 1949. V roce 2009 byla lokalita, zahrnující i Bezděz vyhlášena národní přírodní rezervací Velký a Malý Bezděz. Je ve správě AOPK ČR.

## Geomorfologické zařazení
Souvrší obou Bezdězů náleží do celku Ralská pahorkatina, podcelku Dokeská pahorkatina, okrsku Bezdězská vrchovina, podokrsku Slatinská pahorkatina a Bezdězské části (tato část zahrnuje právě jen Bezděz a Malý Bezděz).

## Přístup
Bezděz se svým hradem je přístupný po odbočce z červené turistické trasy (evropská dálková trasa E10), do obce na úpatí vede také zelená a modrá trasa a cyklostezky 0060 a 3045. Na Malý Bezděz vede jen úzká pěšina po poměrně příkrém severovýchodním svahu ze sedla souvrší. Ale jelikož se vrch nachází v národní přírodní rezervaci a nevede na něj značená cesta, tak je nepřístupný. Obec je napojena na silniční síť, poblíž vede frekventovaná silnice z České Lípy na Mladou Boleslav. V obci je také železniční stanice Bezděz na trati 080 z České Lípy do Bakova nad Jizerou.